# ロドリゴ・ソロゴイェン
ロドリゴ・ソロゴイェン・デル・アモ（Rodrigo Sorogoyen del Amo, 1981年9月16日 - ）は、スペイン・マドリード出身の映画監督・脚本家である。ロドリゴ・ソロゴジェンとも表記される。

## 評価
『El reino』（2018年）によりゴヤ賞監督賞とオリジナル脚本賞を受賞した。これ以前にも『Stockholm』（2013年）でゴヤ賞新人監督賞にノミネートされ、『ゴッド・セイブ・アス マドリード連続老女強姦殺人事件』（2016年）で監督賞とオリジナル脚本賞にノミネートされた。さらに短編映画『Madre』（2017年）によりゴヤ賞短編フィクション映画賞を獲得し、また第91回アカデミー賞短編映画賞にもノミネートされた。

## 主なフィルモグラフィ

### 長編映画
- 8 citas (2008) 監督・脚本
- Stockholm (2013) 監督・脚本
- ゴッド・セイブ・アス マドリード連続老女強姦殺人事件 Que Dios nos perdone (2016) 監督・脚本
- El reino (2018) 監督・脚本
- おもかげ Madre (2019) 監督・脚本
- 理想郷 As bestas (2022) 監督・脚本 ※第35回東京国際映画祭で上映[7]。

### 短編映画
- Madre (2017) 監督・脚本